# Severní Šalomounovy ostrovy
- hnědá: Německá Nová Guinea
- žlutá: Německé protektoráty v severním Pacifiku

Německé pozice v Pacifiku na přelomu 19. a 20. století

- oranžová: Severní Šalomounovy ostrovy - přenechány Británii
- červená: Německá Samoa

Severní Šalomounovy ostrovy je především historické pojmenování některých ostrovů ze souostroví Šalomounovy ostrovy, které byly v minulosti součástí Německé Nové Guiney. Pod německou správou se od roku 1885 nacházely nejsevernější ostrovy tohoto souostroví – Bougainville, Buka, Choiseul, Santa Isabel a okolní menší ostrovy. Německo se ocitlo ve sporu se Spojeným královstvím kvůli územním požadavkům v Oceánii. V roce 1899 byla podepsána britsko-německá smlouva, v níž se Německé císařství vzdalo všech ostrovů na jih od Bougainville (tzn. Choiseul, Santa Isabel a další menší ostrovy) ve prospěch Británie, naopak Británie přenechala Německu své územní nároky na západní Samou. Ostrovy Buka a Bougainville zůstaly německým protektorátem až do roku 1914, kdy je obsadila Austrálie. Následně byly začleněny do Teritoria Nová Guinea, což bylo mandátní území Společnosti národů pod správou Austrálie. 